# Sedum villosum
Sedum villosum és una espècie de planta crassulàcia.

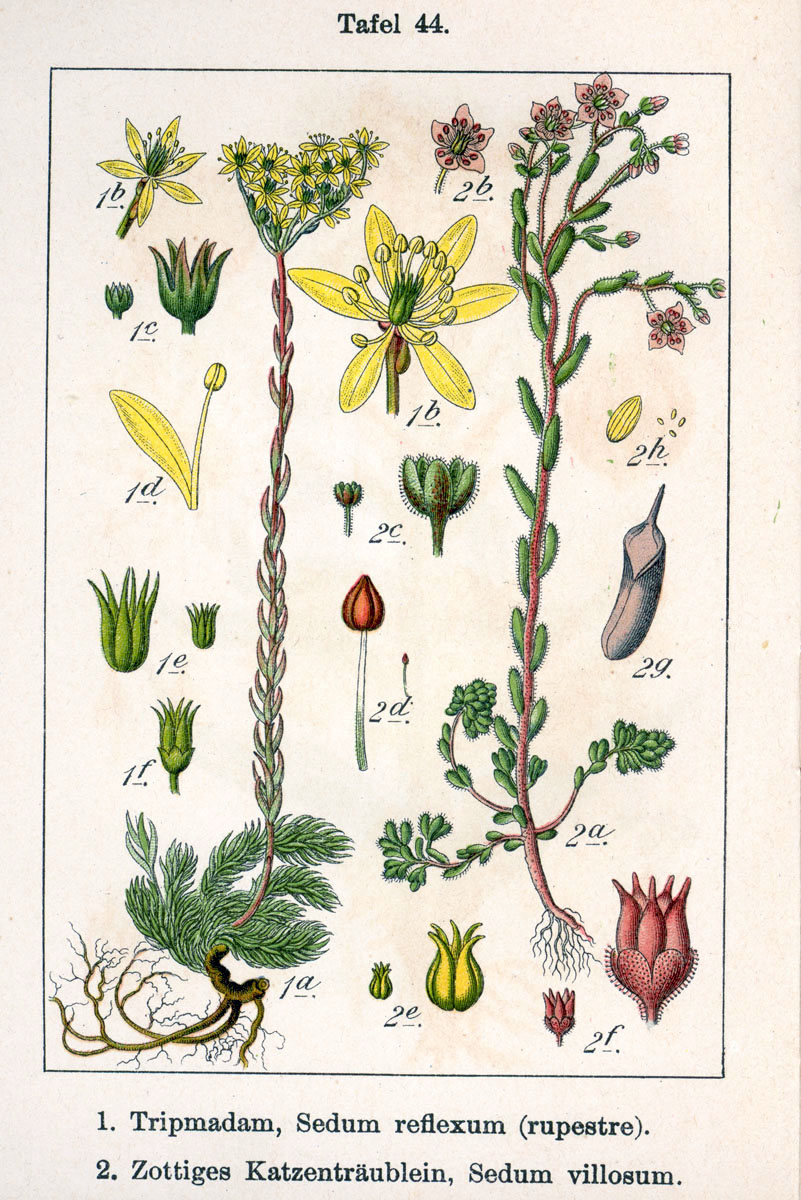
Il·lustració

## Descripció
Sedum villosum és una planta perenne herbàcia suculenta de 5-10 cm d'alt, de fulles rosades o liles. Tija erecta; fulles alternades, oblongolinears de 6-12 mm. Flors d'aproximadament 6 mm de diàmetre, en una inflorescncia laxa. Pètals ovats punxaguts, extensos; sèpals lanceolats. Floreix a la primavera i l'estiu.

## Hàbitat
prop de rierols, llocs humits de les muntanyes.

## Distribució
Oest i centre d'Europa.

## Taxonomia
Sedum villosum va ser descrita per Linnaeus i publicada a Species Plantarum 1: 432. 1753.
Etimologia
villosum: epítet específic llatí que significa "pilòs".
Sinònims
- Hjaltalinia villosa (L.) Á.Löve & D.Löve
- Oreosedum villosum (L.) Grulich
- Oreosedum villosum subsp. glandulosum (Moris) Velayos
- Sedella villosa (L.) Fourr
- Sedum glandulosum Moris
- Sedum insulare Moris
- Sedum pentandrum (DC.) Boreau
- Sedum villosum var. pentandrum DC.[3]